# Tiens
Tiens [ˈti:ɛns] (aus dem chinesisch 天狮 (Tiānshī, Himmelslöwe), Wortbildung von 狮 (shī, Löwe) und 天 (tiān, Himmel); Eigenschreibweise TIENS) ist ein multinationaler Mischkonzern, der vorwiegend in den Branchen Biotechnologie, Logistik, Finanzen, Immobilien, internationaler Handel, Direktvertrieb, Einzelhandel, E-Business, Bildung und Tourismus tätig ist. Gegenwärtig betreibt der Konzern auch Geschäfte mit Finanz- und Industriekapital. Der Hauptsitz befindet sich in Tianjin, einer Hafenstadt in der Volksrepublik China.

## Tätigkeit
Der Konzern wurde 1995 von Li Jinyuan gegründet und musste am Anfang seines Bestehens mit großen Etablierungs- und Expansionsschwierigkeiten umgehen. Ab dem Frühjahr 1998 konnte er sich auf dem Weltmarkt etablieren. Seine erste Geschäftstätigkeit war der Export von chinesischen Heilmitteln, Kalziumtabletten und Kaffeepulver. Heute erbringt ein Sortiment aus eigens hergestellten Lebensmitteln, Heilmitteln, Nahrungsergänzungsmitteln und Kosmetika den größten Teil des Umsatzes.
Die Produkte gelangen über weltweit rund 9 bis 12 Millionen Direktverkäufer ohne Zwischenhändler oder Wiederverkäufer direkt zu den Endverbrauchern. 2009 wurden regelmäßig 16 Millionen Kunden in 190 Ländern beliefert.
Die meisten Abnehmer leben in der Russischen Föderation, sowie 60.000 Kunden in Deutschland.
Durch das zweite Geschäftsmodell, das Empfehlungsmarketing (auch Multi Level Marketing genannt), lässt Tiens seine Produkte über selbständige Berater an die Endkunden vertreiben. Der Berater kann dabei ein Zwischenhändler bzw. Wiederverkäufer sein oder auch nur eine Vermittlerposition innehaben. Weltweit beschäftigt Tiens nach Eigenaussage mehr als zwölf Millionen Direktverkäufer. In Deutschland sind über 40.000 Fachberater bei Tiens gemeldet. Die Anzahl der Zwischenhändler ist dagegen weitgehend unbekannt. 5.000 Mitarbeiter sind bei Tiens fest angestellt, von denen, laut Firmenaussage 35 %, einen Masterabschluss besitzen.
Tiens spendete laut Eigenaussage in der Vergangenheit insgesamt 200 Mio. US-Dollar für gemeinnützige Zwecke und an soziale Einrichtungen.
Anfang Mai 2015 reiste Konzernchef Li Jinyuan mit rund 6400 Mitarbeitern anlässlich der 20-jährigen Partnerschaft mit der französischen Region Côte d’Azur zu einem viertägigen Urlaub nach Frankreich und besuchte neben Paris auch Monaco, Nizza und Cannes. Die Angestellten wurden in 140 Hotels einquartiert und reiste mit eigens gecharteten TGV-Zügen.

## Kritik
Ehemalige Tiens-Mitarbeiter sagen aus, dass die vertriebenen Produkte medizinisch wirkungslos seien. Außerdem werden das Auftreten des Firmenpräsidenten Li Jinyuan und der beinahe Personenkult um seine Figur stark kritisiert.

## Konzerngesellschaften (Auswahl)
Kleinere Geschäftsbereiche wie die bis 2011 existierende Tiens Biotech Group USA wurden im September 2003 am NASDAQ und im April 2005 am AMEX notiert. 2010 hatte die zuletzt einen Umsatz von 41,34 Mio. US-Dollar erwirtschaftet und beschäftigte 1380 Mitarbeiter.
In Berlin besteht die Tiens Europe GmbH mit Sitz am Leipziger Platz 15 sowie die Tiens Europe Region GmbH & Co. KG. Geschäftsführer sind Frau Li Baolan und seit 2011 Herr Li Aijun. Zu den weiteren 100-prozentigen Tochtergesellschaften gehören die ebenfalls unter derselben Adresse in Berlin ansässige Tianshi GmbH und die Haus Zeit GmbH. Zu den verbundenen Unternehmen der Tiens Europe GmbH gehören die Tian Yuan Capital Development Ltd., die Fuhong Development und Giant Horst Development.